# David Lee Roth
David Lee Roth (poznat kao Diamond Dave) (Bloomington, Indiana, listopada 1954.), američki je rock pjevač, tekstopisac, autor glazbe i bivši radijski voditelj (mijenjao je čuvenog Howarda Sterna). 
Svjetsku slavu je stekao kao pjevač u grupi Van Halen (1978. – 1984.), koju je predvodio gitarist Eddie Van Halen. Godine 1985. odlazi iz grupe i počinje svoju solo karijeru. Ostat će zapamćen i ući će u povijest po svom jedinstvenom izgledu na sceni i oštroumnoj pop senzibilnost.

## Životopis
David Lee Roth sin je Nathana J. Rotha, poznatog oftalmologa i Sybil Roth, nastavnice u školi. Ima dvije sestre, Alison i Lisa Roth. Baka (porijeklom iz Portugala) i djed Roth kao židovi emigriraju iz Ukrajine u Indianu. Njegov stric Manny Roth uspješni je poduzetnik i vlasnik je u New Yorku utjecajnog noćnog kluba. '60-tih godina otvara klub pod imenom Cafe Wha? u kojem se izvodi razna glazba i komedija. Nastupaju mnogi poznati glazbenici i glumci toga vremena, Bob Dylan, Jimi Hendrix, Bruce Springsteen, Kool & the Gang, Bill Cosby, Richard Pryor i drugi. David Lee tada ima sedam godina, prati nastupe raznih glazbenika u klubu, pogotovo Bob Dylana i Jimi Hendrixa i stječe sklonost i želju da se bavi glazbom što kasnije provodi u djelo.

## Van Halen
Ranih 1970tih dva brata, gitarist Edward i bubnjar Alex Van Halen formiraju grupu Van Halen, a pridružuju im se basist Michael Anthony i pjevač David Lee Roth.
Godine 1978. izdaju svoj debi album Van Halen koji je bio totalna prekretnica na dotadašnjoj rock sceni s totalno drugačijim pristupom glazbi. Kombinirali su genijalnost gitariste Eddia Van Halena s fantastičnim pjevanjem Davida Lee Rotha koji je znao izvodit prave akrobatske točke na stageu. Skladba 'Eruption' postala je vjerojatno najznačajnije gitarsko djelo svih vremena gdje Eddie svijetu pokazuje svoj trademark (zaštitni znak) izum 'Tapping'.
Godine 1979. izdaju album Van Halen II na kojem su izbacili na površinu svoj prvi singl - Dance The Night Away.
Grupa Van Halen, ulaskom u '80te postaje najuspješnija i najutjecajnija hard rock skupina na svijetu a tek onda i kreće njihov komercijalni uspjeh. Izdaju Women and Children First, album koji je dobio vrlo dobre ocjene od glazbenih kritičara, pa slijedi album Fair Warning kod kojeg počinje rast tenzija među članovima grupe. Eddie želi nešto novo, kombinirati sa zvukom i tehnikom, dok David Lee Roth želi ostat pri standardnom 'Van Halen' zvuku. Zbog toga album Fair Warning nije dobro prošao kod publike i ne izbacuje niti jedan hit singl.

Album Diver Down koji izlazi 1982.g. vraća im staru slavu na kojem odlično prepravljaju pjesmu Roya Orbisona Pretty Women.
Godine 1984. izdaju istoimeni album'1984' koji je njihov najkomercijalniji i najzapaženiji album do tada.
Godine 1985. Davia Lee Roth odlazi iz grupe i posvećuje se solo karijeri.

## Solo karijera
Nakon raspada s grupom Van Halen, David Lee, 1985. godine izdaje svoj debi EP Crazy from the Heat. Inače album karakterizira nastavak njegovog rada s grupom Van Halen.
Godine 1986. na nagovor basiste Billyja Sheehana u solo band Davida Lee Rotha dolazi jedan od najvećih virtuoza rock gitare Steve Vai. Iste godine snimaju album Eat'em And Smile koji je zabilježio odličan uspjeh. Vai i Sheehan pojavljuju se u gitarskim časopisima kao jedni od najboljih gitarista tih godina što je bila velika čast.

Poneseni velikim uspjehom na rock sceni, godine 1988. odlaze u studio i snimaju drugi album Skyscraper. Na albumu se nalazi pretežito pop materijal a David i Vai dobivaju zasluge za post produkciju. Nakon turneje, koja je zabilježila odličan uspjeh, Steve Vai odlazi iz banda i okreće se solo karijeri.
Godine 1991. na novom albumu A Little Ain't Enough Vaia na gitari mijenja Jason Becker, fantastični gitarista neoklasičnog heavy metal stila. Međutim, za vrijeme snimanja albuma počinje osjećati slabost u nogama i ubrzo mu je dijagnosticirana bolest poznata kao bolest Loua Gehriga. Uspio je završiti snimanje album ali odlazi iz banda radi nemogućnosti nastupanja po turnejama.
Godine 1994. David izdaje studijski album Your Filthy Little Mouth, kombiniran žanrovima rocka, countrya, reggaea, hip hopa i angažiranjem country glazbenika Travis Tritta bilježi odlične uspjehe kod publike.

Slijedi 1997. godine The Best, 1998. DLR Band, a 2003. izdaje album pod imenom kao njegov nadimak Diamond Dave.
Godine 2006. snima album Strummin' with the Devil na kojem se nalaze pjesme iz njegovog 'Van Halen' doba.

## Diskografija

### Van Halen
| Godina | Naziv albuma             |
| ------ | ------------------------ |
| 1978.  | Van Halen                |
| 1979.  | Van Halen II             |
| 1980.  | Women and Children First |
| 1981.  | Fair Warning             |
| 1982.  | Diver Down               |
| 1984.  | 1984                     |

### Solo
| Godina | Naziv albuma             |
| ------ | ------------------------ |
| 1985.  | Crazy from the Heat      |
| 1986.  | Eat'em And Smile         |
| 1988.  | Skyscraper               |
| 1991.  | A Little Ain't Enough    |
| 1994.  | Your Filthy Little Mouth |
| 1997.  | The Best                 |
| 1998.  | DLR Band                 |
| 2003.  | Diamond Dave             |
| 2006.  | Strummin' With The Devil |

## Vanjske poveznice
- Osobne stranice Davida Lee Rotha
- Službene stranice sastava Van Halen